# Il cuore finto di DR
Il cuore finto di DR è un romanzo di fantascienza noir e cyberpunk pubblicato da Nicoletta Vallorani nel 1992 e vincitore del Premio Urania 1992.
Ha avuto un seguito, DReam box, pubblicato nella collana Urania nel 1997.

## Storia editoriale
Il cuore finto di DR è stato pubblicato per la prima volta nel 1993 da Mondadori nella collana Urania (n. 1215). Nel 2003 il romanzo è stato ripubblicato nella collana Meteore di Todaro.
Il romanzo è stato tradotto in francese nel 2000.

## Trama
Una Milano prossima futura è stravolta da un'invasione di piante extraterrestri che emettono suoni ipnotici e da "cacciatori" incaricati di sequestrare esseri ibridi, replicanti e umani. Penelope DeRossi, detta DR, è un'antica replicante in fuga che assume l'identità di detective per indagare sulla misteriosa sparizione di un marito alieno di cui conserva soltanto pochi indizi tecnologici. Le indagini di DR la portano nei bassifondi di una megalopoli invasa da nebbie tossiche e rifugi clandestini, dove economie informali si reggono sul baratto di organi sintetici e schede di memoria infette.
Lungo il percorso, DR incontra un vecchio sognatore disilluso, capace di comunicare con le piante "cantanti", e un'associazione di replicanti che rifiuta ogni forma di sfruttamento, offrendo rifugio agli oppressi. La narrazione alterna sequenze di inseguimenti notturni a riflessioni sulla natura dell'identità e del ricordo, in un crescendo di tensione che culmina in un confronto tra DR e i suoi creatori umani all'interno di una cattedrale di metallo corroso. L'epilogo rimane aperto, lasciando intravedere una possibile ribellione dei replicanti e un nuovo equilibrio tra tecnologia e biologia.

## Personaggi
Penelope DeRossi (DR)Replicante in fuga che si finge detective per trovare il marito scomparso.
Vecchio SognatoreEx scienziato in contatto con le piante extraterrestri.
Associazione Replicanti LiberiGruppo clandestino che protegge gli ibridi dalla persecuzione.

## Critica
Del romanzo sono state evidenziate «l'atmosfera noir» e la componente «affettiva più che fantascientifica» del romanzo; sono stati apprezzati «il contrasto tra empatia e tecnologia sintetica» e la «Milano ipnotica, quasi personaggio a sé».

## Riconoscimenti
- Premio Urania 1992[1]

## Edizioni
- Nicoletta Vallorani, Il cuore finto di DR, in Urania, n. 1215, Mondadori, 1993.
- Nicoletta Vallorani, Il cuore finto di DR, collana Meteore, Todaro, 2003, ISBN 9788886981507.
- (FR) Nicoletta Vallorani, Réplicante, collana Payot SF, Payot, 2000.